# Maison Blanchard
Maison Blanchard (Blanchardův dům) byla věznice v Paříži během Velké francouzské revoluce. Nacházela se ve čtvrti Picpus v prostoru dnešní ulice Rue de Picpus.

## Historie
Jistý Riedain pronajal v 18. století přibližně tři hektary zahrad s ovocnými stromy ženskému klášteru. V zahradě se nacházela grotta, kterou jeptišky přeměnily na kapli. Budovy kláštera se nacházely u pozemku podél ulice Rue de Picpus. Riedain zde za Velké francouzské revoluce zřídil psychiatrickou léčebnu sloužící jako věznice, která umožňovala bohatým občanům uniknout gilotině. Byl zde rovněž internován Jacques Belhomme, který tento systém vymyslel, neboť špatně spravoval své vlastní zařízení (Pension Belhomme).
Blanchardův dům sloužil jako věznice pro choromyslné v letech 1792–1794 a byl zbořen v roce 1912.